# Royaume-Uni au Concours Eurovision de la chanson 2020
Le Royaume-Uni était l'un des quarante et un pays participants prévus du Concours Eurovision de la chanson 2020, qui aurait dû se dérouler à Rotterdam aux Pays-Bas. Le pays aurait été représenté par le chanteur James Newman et sa chanson My Last Breath, sélectionnés  en interne par le diffuseur BBC. L'édition est finalement annulée en raison de la pandémie de Covid-19.

## Sélection
Le diffuseur britannique BBC annonce sa participation à l'Eurovision 2020 le 16 septembre 2019. Le 27 février 2020, il annonce que son représentant, sélectionné en interne, sera James Newman avec sa chanson My Last Breath, présentée au public le même jour.

## À l'Eurovision
En tant que membre du Big Five, le Royaume-Uni aurait été qualifié d'office pour la finale du Concours, le 16 mai 2020.
Le 18 mars 2020, l'annulation du Concours en raison de la pandémie de Covid-19 est annoncée.